# Nucleo Operativo Centrale di Sicurezza

Abzeichen des NOCS mit dem Motto Sicut Nox Silentes

Der Nucleo Operativo Centrale di Sicurezza (NOCS; deutsch „Zentrale operative Sicherheitseinheit“) ist eine Spezialeinheit der italienischen Staatspolizei für Terrorismusbekämpfung und Geiselbefreiung. Der NOCS hat seinen Sitz wenige Kilometer südlich von Rom, in Tor de’ Cenci (Spinaceto), unweit des Militärflugplatzes Pratica di Mare.

## Auftrag
Neben seinem Primärauftrag der Terrorismusbekämpfung, ist auch der Kampf gegen die organisierte Kriminalität eine Aufgabe des Nucleo Operativo Centrale di Sicurezza. Geiselbefreiungen und besondere Personenschutzeinsätze zählen ebenfalls zum Aufgabenbereich dieser Einheit. Da der NOCS aber im Vergleich zu anderen Einheiten dieser Art nur eine kleine Stärke von rund 130 Mann aufweist, wird er nur für sehr schwierige Operationen eingesetzt.

## Organisation
An der Spitze des NOCS steht ein Leitender Polizeidirektor (primo dirigente/vice questore). Die Einheit gliedert sich in einen operativen und in einen unterstützenden Teil. Der operative Teil unterteilt sich weiter in drei Gruppen, deren Angehörige auf besondere Aufgabenbereiche spezialisiert sind (Scharfschützen, Sprengstoffspezialisten, Taucher, Fallschirmspringer usw.), jedoch auf allen anderen Gebieten ebenfalls sehr gute Kenntnisse haben müssen. Im operativen Bereich ist auch die Ausbildungsgruppe angesiedelt.

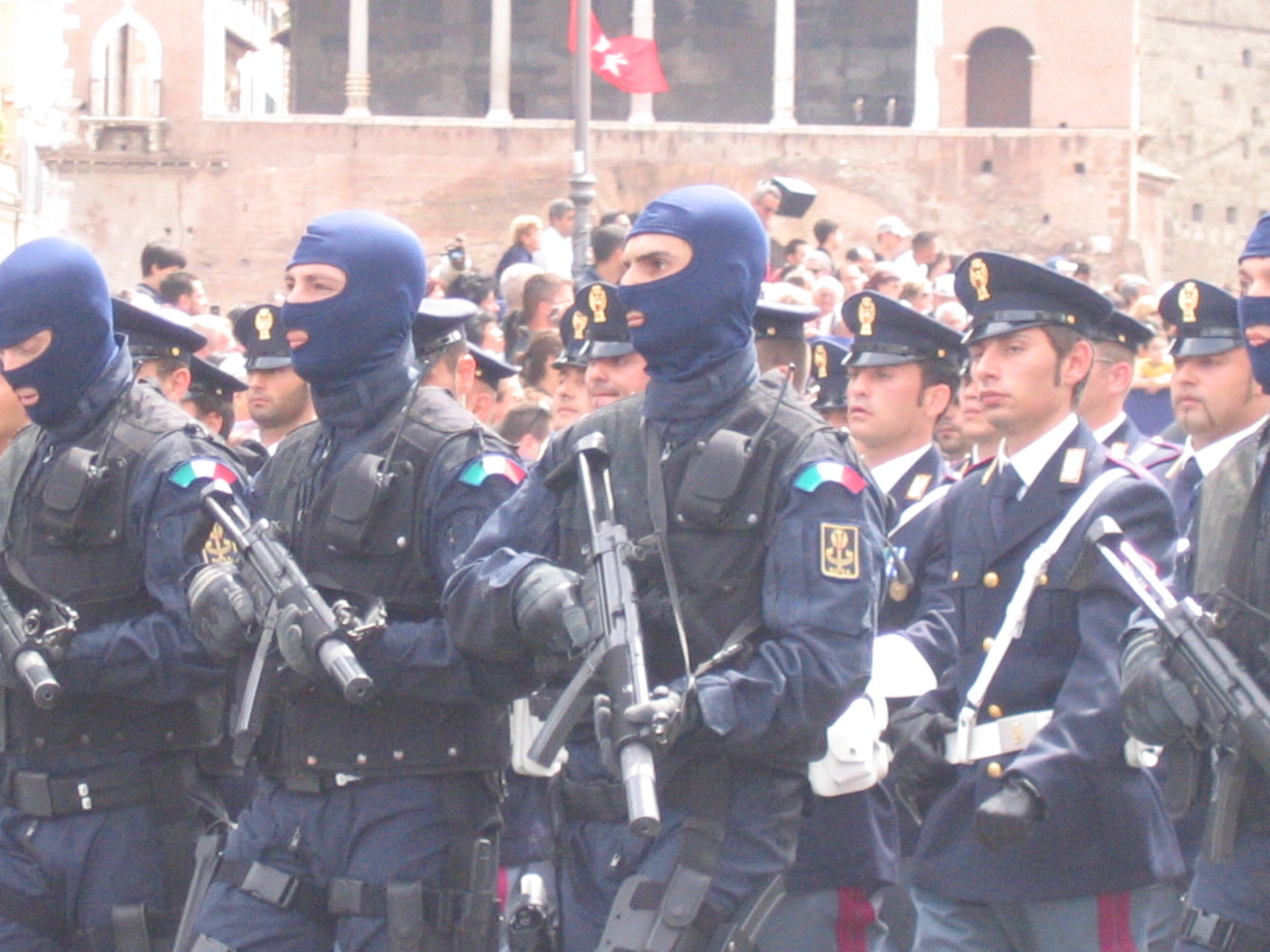
NOCS-Beamte

## Ausbildung
Nach medizinischen und psychischen Tests beginnt eine sechsmonatige Grundausbildung. Die Tests und die Grundausbildung überstehen in der Regel nicht mehr als zehn Prozent der Bewerber. Es folgt eine zweijährige Probezeit, in der auch die Vollausbildung stattfindet. Wer diesen Abschnitt übersteht, wird in ein aktives Team des Nucleo Operativo Centrale di Sicurezza übernommen. Teile der Ausbildung erfolgen in Abbasanta auf Sardinien.

## Geschichte
Die NOCS wurde im Jahr 1978 auf dem Höhepunkt des Terrors der Roten Brigaden und anderer bewaffneter Gruppen durch einen Ministerialerlass des damaligen Innenministers Francesco Cossiga aufgestellt. Der bis heute bekannteste Einsatz erfolgte im Jahr 1982, als Terroristen den amerikanischen General James Lee Dozier vom NATO-Kommando Landsouth in Verona entführten. Zwölf NOCS-Beamte befreiten den General in einer Wohnung in Padua und wurden dafür von der US-Regierung mit einem hohen Orden ausgezeichnet.

## Europäische Zusammenarbeit
Die NOCS kooperiert im Rahmen des ATLAS-Verbundes mit Polizei-Spezialeinheiten anderer europäischer Länder.

## Ähnliche Einheiten
Die Carabinieri verfügen über ein ähnliches Sondereinsatzkommando, den Gruppo di Intervento Speciale (GIS). Die Guardia di Finanza (Finanzwache) unterhält unter der Bezeichnung Antiterrorismo Pronto Impiego (ATPI) kleinere Sondereinheiten.